# Municipio de Ford (Minnesota)
El municipio de Ford (en inglés, Ford Township) es un municipio del condado de Kanabec, Minnesota, Estados Unidos. Tiene una población estimada, a mediados de 2023, de 180 habitantes.

## Geografía
Está ubicado en las coordenadas 46°07′22″N 93°15′34″O / 46.12278, -93.25944 (46.122749, -93.25935). Según la Oficina del Censo, tiene una superficie total de 94.0 km², de los cuales 92.8 km² corresponden a tierra firme y 1.2 km² están cubiertos de agua.

## Demografía
Según el censo de 2020, en ese momento había 179 personas residiendo en la zona. La densidad de población era de 1.9 hab./km². El 92.74 % de los habitantes eran blancos, el 0.56 % era afromaericano y el 6.70 % eran de una mezcla de razas. Del total de la población, el 1.68 % eran hispanos o latinos de cualquier raza.